# Roxatidin
Roxatidin (Roxatidinacetat) (Handelsname: Roxit) ist ein Arzneistoff aus der Gruppe der H2-Antagonisten zur Behandlung von Magen- und Zwölffingerdarmgeschwüren.

## Wirkung
Roxatidin wirkt als kompetitiver Histamin-Antagonist auf die Belegzellen des Magens und hemmt so die Säuresekretion. Es hat als Acetat eine vierfach stärkere antisekretorische Wirkung als Cimetidin.

## Pharmakokinetik

Roxatidinacetat

Roxatidin wird in Form von Roxatidinacetat eingenommen, einem Prodrug, das vom Organismus zum eigentlichen Wirkstoff metabolisiert wird. Roxatidinacetat wird nach peroraler Einnahme schnell resorbiert und im Körper zu Roxatidin deacyliert. Der maximale Plasmaspiegel ist nach 2–3 h erreicht. Innerhalb von 24 h erscheinen mehr als 90 % des verabreichten Acetats als Roxatidin im Harn. Der Hauptmetabolit des Acetats ist zu 55 % Roxatidin, daneben gibt es mindestens 9 weitere.

## Dosierung
Die übliche Tagesdosis beträgt 150 mg bei einer Anwendungsdauer von 4 bis 8 Wochen.

## Gegenanzeigen
- Anurie
- Kinder unter 14 Jahren
- Leberfunktionsstörungen (keine ther. Erfahrung)

Roxatidin geht in geringem Teil in das Zentralnervensystem und in die Muttermilch über.

## Unerwünschte Wirkungen
Selten können allergische Wirkungen wie Juckreiz und Hautausschlag auftreten, weiterhin Kopfschmerzen (1 %), Schlafstörungen, Unruhe, Müdigkeit, Tachykardie (selten), Diarrhoe (1 %), Obstipation (0,5 %).
Es bestehen keine Hinweise auf eine mutagene, teratogene oder cancerogene Wirkung.